# Svrčinovec-Tunnel
Der Svrčinovec-Tunnel (slowakisch Tunel Svrčinovec) ist ein 420 m langer Autobahntunnel in der Slowakei auf der Autobahn D3, Bauabschnitt Svrčinovec–Skalité. Er befindet sich nördlich von Svrčinovec nahe der slowakisch-tschechischen Grenze, unmittelbar nordöstlich der Talbrücke Svrčinovec und der Anschlussstelle Svrčinovec.
Derzeit ist nur die rechte, 420 m lange Tunnelröhre in der Fahrtrichtung Skalité im Gegenverkehrsbetrieb und die Höchstgeschwindigkeit beträgt 70 km/h. In der Fahrtrichtung Žilina ist nur ein 444 m langer Fluchtstollen vorhanden, der mit der rechten Tunnelröhre über einen Sicherheitskorridor verbunden ist.

## Bau
Der Tunnelbau begann mit einem Feierakt am 30. Oktober 2014, genau ein Jahr nach dem offiziellen Baustart des betroffenen Bauabschnitts. Es wurde die Neue Österreichische Tunnelbaumethode (NÖT) verwendet. Der feierliche Durchschlag fand am 23. Juni 2015 statt. Die Länge des gebohrten Teils ist 382 m. Der Tunnel verläuft in einer Rechtskurve, wobei die Gradiente 1,40 % Richtung Skalité beträgt. Zusammen mit dem übrigen Bauabschnitt wurde der Tunnel am 10. Juni 2017 dem Verkehr freigegeben.